# Prawosławny Patriarchat Antiocheński

Herb Prawosławnego Patriarchatu Antiochii i całego Wschodu

Prawosławny Patriarchat Antiochii – jedna z 16 autokefalicznych Cerkwi prawosławnych (nazywana na terenie Syrii Kościołem greckoprawosławnym). Siedziba Patriarchatu znajduje się (od 1268) w Damaszku (wcześniej mieściła się w Antiochii); główną świątynią jest sobór Zaśnięcia Matki Bożej w tym mieście.

## Patriarcha
Na czele Patriarchatu Antiocheńskiego stoi (od 17 grudnia 2012) Wielce Błogosławiony Patriarcha Wielkiej Antiochii, Syrii, Cylicji, Mezopotamii i całego Wschodu Jan X.

## Historia
Początki Patriarchatu sięgają czasów apostolskich. Z Dziejów Apostolskich wiadomo, że apostołowie Paweł i Barnaba nauczali w Antiochii (ok. 42), dzięki czemu wielu Żydów i pogan zostało ochrzczonych (z tej samej Księgi można się dowiedzieć, że właśnie w Antiochii po raz pierwszy wyznawców Jezusa Chrystusa nazwano chrześcijanami). Pierwszym biskupem Kościoła antiocheńskiego był apostoł Piotr, który następnie (ok. 53) wyświęcił Ewodiusza na swojego następcę. Apostoła Piotra nazywano patriarchą, gdyż głosił on ewangelię przede wszystkim Żydom, dla których był głową plemienia. Później w ten sposób określano kolejnych antiocheńskich następców św. Piotra, tak więc oficjalne nadanie biskupstwu w Antiochii nazwy „patriarchat” na Soborze Chalcedońskim było tylko potwierdzeniem istniejącego stanu rzeczy.
Patriarchat Antiocheński był jednym z pięciu starożytnych patriarchatów chrześcijaństwa (tworzących tzw. pentarchię); według ustaleń Soboru Chalcedońskiego (451) – czwarty po Rzymie, Konstantynopolu i Aleksandrii (przed Jerozolimą). W wyniku kryzysu monofizyckiego powstały (518) dwa oddzielne patriarchaty antiocheńskie: grecko-ortodoksyjny (Prawosławny Patriarchat Antiocheński) i syryjsko-ortodoksyjny (Syryjski Kościół Ortodoksyjny). W późniejszym czasie utworzono również kilka katolickich patriarchatów antiocheńskich.
Antiochia była jednym z najważniejszych ośrodków teologicznych w Cesarstwie Bizantyńskim. Po najeździe mameluckiego sułtana Bajbarsa i całkowitym zniszczeniu miasta (1268), siedzibę Patriarchatu przeniesiono do Damaszku.

## Współcześnie
Prawosławny Patriarchat Antiochii liczy obecnie ponad 3 mln wiernych. W jego skład wchodzą 22 metropolie: 6 w Syrii, 6 w Libanie, 1 w Iraku (obejmująca również Kuwejt), 5 na terenie Ameryki Północnej i Południowej, 1 na terenie Australii, Oceanii i południowo-wschodniej Azji oraz – utworzone w październiku 2013 wskutek znacznej imigracji z Syrii – 3 w Europie. Patriarchat posiada też własną uczelnię – Instytut Teologiczny im. św. Jana Damasceńskiego (od 1988 podlegający Uniwersytetowi Balamand w Libanie).
W liturgii używa się kalendarza nowojuliańskiego. Językiem liturgicznym jest arabski; poza terenem kanonicznym Patriarchatu (tj. poza azjatyckimi krajami arabskimi, z wyłączeniem Autonomii Palestyńskiej i Jordanii) w nabożeństwach używane są również inne języki narodowe, zależnie od składu etnicznego parafii.

## Podział administracyjny

### Syria
- Metropolia Damaszku, na czele której stoi patriarcha Antiochii;
- Metropolia Aleppo (obejmuje również część Turcji[4]);
- Metropolia Bosry, Huran i Dżabal Al-Arab;
- Metropolia Hamy;
- Metropolia Himsu;
- Metropolia Latakii

oraz 3 biskupstwa: Tartus, Safity i Marmarity, podlegające metropolii Akkaru w Libanie.

### Liban
- Metropolia Bejrutu;
- Metropolia Akkaru;
- Metropolia Byblos i Batroun (Metropolia Góry Liban);
- Metropolia Trypolisu i Al-Koury;
- Metropolia Tyru i Sydonu;
- Metropolia Zahle i Baalbek[6].

### Pozostałe kraje
- Metropolia Bagdadu, Kuwejtu i okolicznych;
- Metropolia Australii, Nowej Zelandii i Filipin;
- Metropolia Buenos Aires i całej Argentyny;
- Metropolia Meksyku, Wenezueli, Ameryki Centralnej i Wysp Morza Karaibskiego;
- Metropolia Santiago i całego Chile;
- Metropolia São Paulo i całej Brazylii;
- Metropolia Francji i Południowo-Zachodniej Europy;
- Metropolia Niemiec i Europy Centralnej;
- Metropolia Wysp Brytyjskich i Irlandii

oraz Samorządna Prawosławna Archidiecezja Ameryki Północnej, w skład której wchodzi 9 diecezji.